# Manuel do Canto de Castro
 Manuel do Canto de Castro  (Angra do Heroísmo, — 1674) foi um escritor português entre as suas obras destaca-se: "Dos esquadrões modernos", publicado em Madrid, em 1639.
Foi Moço-fidalgo da Casa Real, Cavaleiro da Ordem de Cristo e Provedor das Armadas e Naus da India na Ilha Terceira com alvará da Casa Real passado a 28 de maio de 1584. Em 1595 exerceu o cargo de Capitão-Mor da então cidade de Angra, actual Angra do Heroísmo. Foi senhor e herdeiro da casa senhorial e morgado de seu pai e avós.

## Relações familiares
Foi filho de Manuel do Canto de Castro e de D. Antónia da Silva Sampaio.